# 金蓮寺 (尾道市)

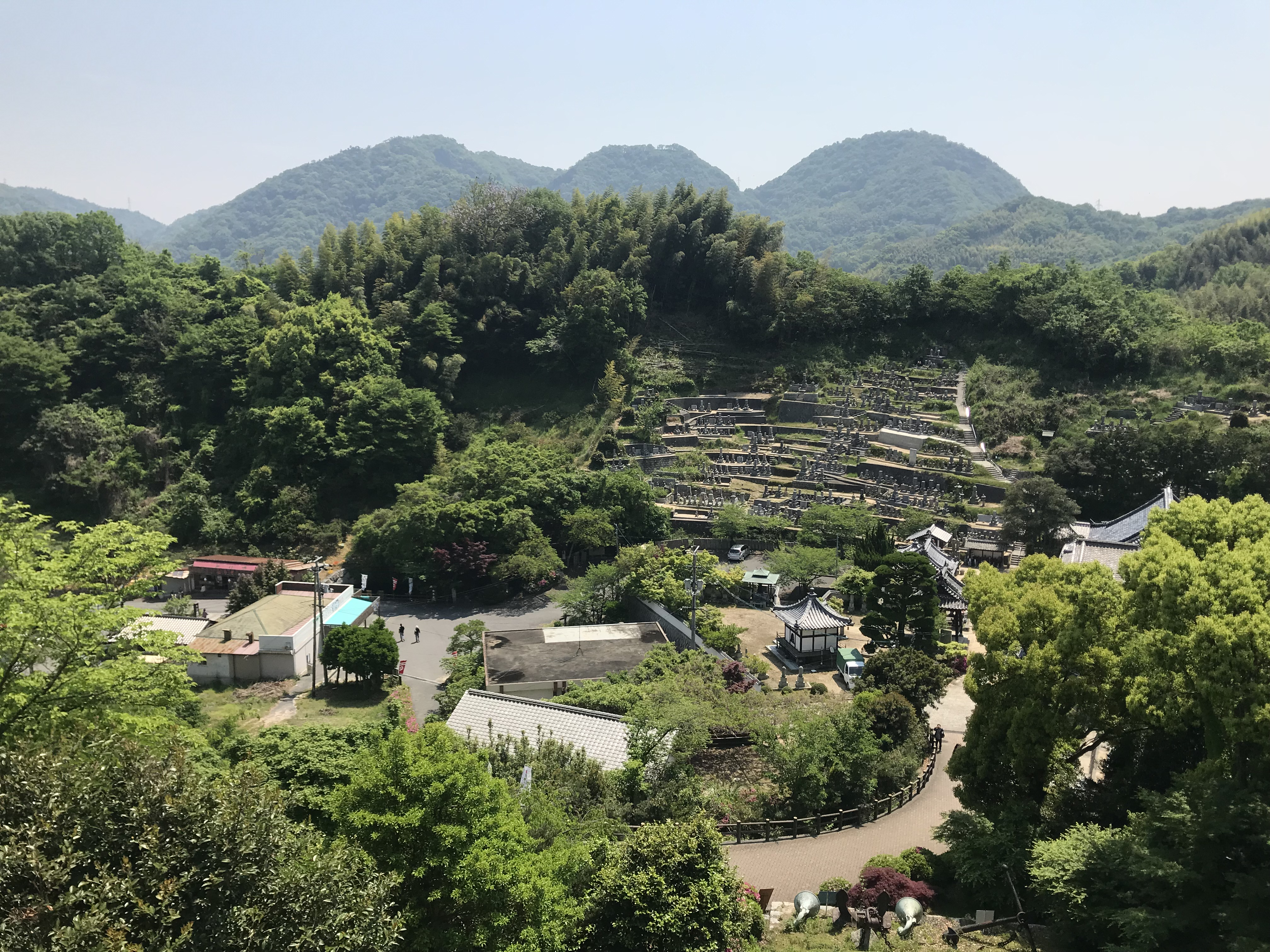
因島水軍城から望む青影山と金蓮寺境内

金蓮寺（こんれんじ）は、広島県尾道市にある曹洞宗の寺院。山号は賽鏡山。本尊は薬師如来。

## 概要
三原香積寺の末寺。宗旨は真言宗、臨済宗、そして現在の曹洞宗に変わった。芸予諸島に浮かぶ因島にある寺で、島で最も古い寺である。
元々は因島庄の荘官清原氏の菩提寺として、因島外浦にあった。外浦・中庄が尾道の浄土寺、後に東寺の荘園であったことから真言宗寺院と推察されている。
文安6年（1449年）宮地明光・資弘親子の発願によって清原氏の旧居城片刈城のあった片刈山の麓に臨済宗寺院として移転再興された。
因島村上氏の菩提寺だった長源寺が火災に遭い、善福寺を一時的に菩提寺としたが、1577年（天正5年）より村上水軍（因島村上氏）の菩提寺扱いとなった、安土桃山時代末期に村上氏が生口島南部に拠点を移して以降は寺は荒廃し、正徳年間（1711年から1715年）に廃寺となった。寛政2年（1790年）因島長福寺の大巧百拙和尚によって再建された。
村上水軍の資料館である因島水軍城はこの寺の境内にあたり、寺が所有している村上氏資料はそちらに展示されている。

## 文化財
尾道市指定文化財
- 「因島村上家歴代の墓」- 市指定史跡[6]。因島村上氏およびその家臣の墓地群。宝篋印塔18基のほか、多数の五輪塔がある。元々は他所にあったものをこの場所に集めたと伝えられる[7]。
- 「金蓮寺のモッコク」- 市指定天然記念物[6]。

日本遺産
- 「“日本最大の海賊”の本拠地:芸予諸島-よみがえる村上海賊“Murakami KAIZOKU”の記憶-」[8]- 2016年（平成28年）4月26日認定。上述の市史跡「因島村上家歴代の墓」などが構成文化財群をなしている[7]。

その他
- 鴻雪爪の墓[9]
- 水軍の池